# Адамович, Борис Викторович

Фото отца Б. В. Адамовича в чине полковника

Генерал-лейтенант Б. В. Адамович

Бори́с Ви́кторович Адамо́вич (15 ноября 1870 — 22 марта 1936, Сараево) — российский военный деятель, педагог, писатель и историк. Генерал-лейтенант (13.10.1917). Сын писательницы Н. А. Лухмановой.

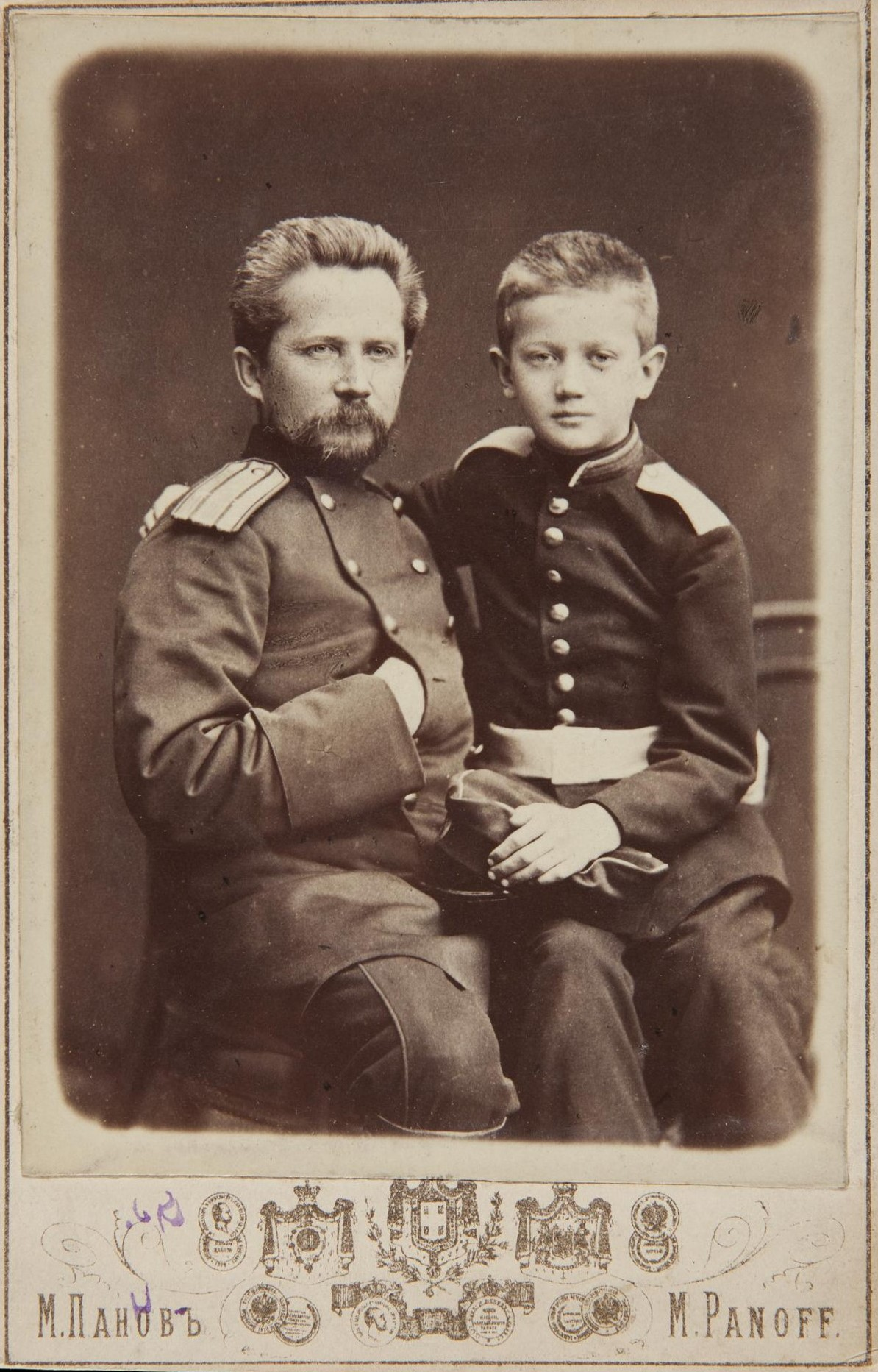
В. М. Адамович с сыном Борисом. 1880~1882 гг.

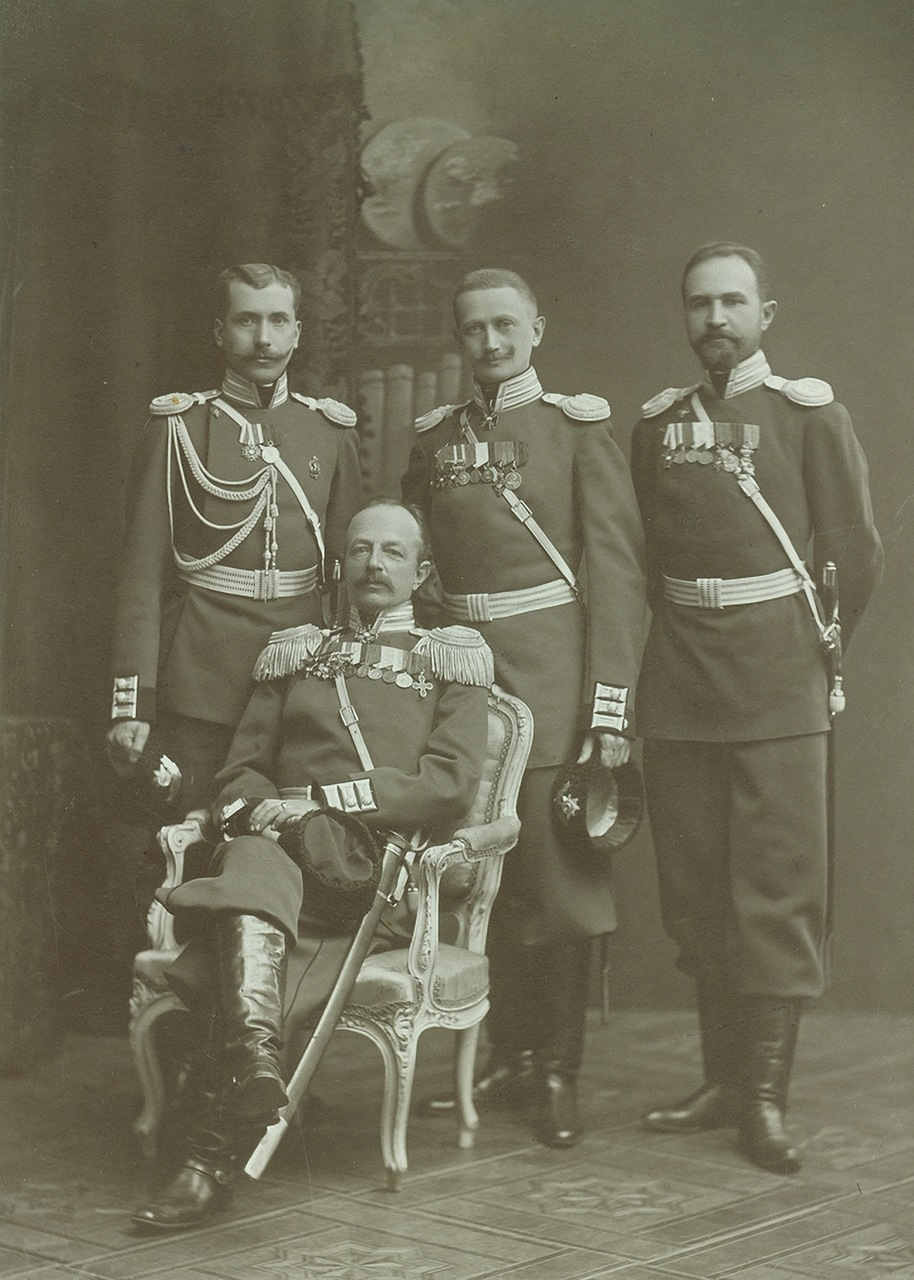
Лейб-гв. Кексгольмский полк — стоит в центре Адамович Б. В., 1906г

## Биография
Родился 15 ноября 1870 года. Из дворян Полтавской губернии. Православный.

Б. В. Адамович, 1920-е гг.

Сын штабс-капитана РИА (с 1898 года — генерал-майора) Виктора Михайловича Адамовича и Надежды Александровны Лухмановой (в будущем — известной писательницы).
Единокровный брат поэта Русского зарубежья Георгия Адамовича (1892—1972).

## Деятельность
- 1888 — окончил 3-й Московский кадетский корпус.
- 31.08.1888 — вступил в службу. Поступил во 2-е Константиновское военное училище.
- 1890 — окончил 2-е Константиновское военное училище. Выпущен подпоручиком (ст. 10.08.1889) в Кексгольмский гренадерский полк, получивший в 1894 году права гвардии.
- ст. 10.08.1893 — поручик.
- ст. 10.08.1893 — поручик гвардии.
- ст. 06.05.1900 — штабс-капитан.
- ст. 06.05.1900 — капитан.
- ст. 10.08.1901 — подполковник.
- ст. 10.08.1901 — капитан гвардии. Командовал ротой 1 год 6 месяцев и 15 дней.
- В 1904 году по собственному желанию перевелся в 123-й пехотный Козловский полк, чтобы принять участие в русско-японской войне. Командовал 12-й ротой полка, участвовал в боях под Анпином, Ляояном и в атаке Сыквантунской сопки. После болезни служил в разведывательном отделении штаба тыла Манчжурской армии и в генерал-квартирмейстерской части штаба 2-й Манчжурской армии.
- По окончании войны вернулся в лейб-гвардии Кексгольмский полк.[2] Командовал 4-м батальоном полка.
- 20.12.1906-22.05.1909 — командир батальона в Киевском военном училище.
- 1907 — полковник (ст. 22.04.1907; за отличие).

«…На место генерала Коссовича Начальником училища был назначен генерального штаба генерал Константин Александрович Крылов, имевший репутацию энергичного и решительного начальника. Новый командир батальона, полковник Лейб-гвардии Кексгольмского полка Борис Викторович Адамович, участник войны с Японией, отличался как чрезвычайной работоспособностью, так и неисчерпаемой энергией и умел импонировать подчиненным; всегда подтянутый, прекрасный гимнаст, он везде и всегда служил примером аккуратности и точности; обладал он и даром слова. Эти два человека, сыгравшие в училище большую и очень положительную роль, сразу же внесли в жизнь училища своё знание дела и твердую волю. …Новый Начальник училища и командир батальона прежде всего принялись за внутренний распорядок училища. Все, без исключения, стороны жизни, учения, работы и отдыха юнкеров явились предметом строжайших и точнейших инструкций, выработанных полковником Адамовичем. Инструкции эти составлялись им на основании его собственных наблюдений и тщательного изучения вопроса, произведенных им на месте: в ротных помещениях, в классах, в цейхгаузах, в лазарете, на кухне и т. д.»— К.Перепеловский. Киевское Великого Князя Константина Константиновича Военное Училище к столетию со дня основания (1865—1965). Военно-Историческая Библиотека «Военной Были». №9.
- c 22.05.1909 — назначен начальником Виленского пехотного юнкерского училища, преобразованного в 1910 в военное училище.[3] Как значилось в приказе — «В воздаяние его заслуг в Киевском Военном Пехотном Училище» и, несмотря на отсутствие академичного образования.

«Русские в Вильно, как вообще в Польше и Литве, чувствовали себя на положении родственников, а не хозяевами положения. Польское общество нехорошо относилось к русской армии. Офицеров не приглашали в свою среду, а о юнкерах и говорить не приходится. Но благодаря одному человеку — полковнику Адамовичу — положение начало меняться. По воскресеньям или в праздничные дни начальник училища брал с собой юнкеров старшего курса, и верхом они направлялись к какому-нибудь помещику, иногда за несколько десятков верст, где уже ожидали юнкеров и до вечера весело проводили время под наблюдением начальника. Эти поездки очень сближали нас с польским обществом, которое знакомилось с русским военным миром. Юнкеров стали приглашать. Гражданское общество оказывало открытое уважение и восхищение молодому, воспитанному и энергичному полковнику и его юнкерам. В гарнизоне и в обществе училище твердо и заслуженно заняло подобающее для себя положение».— Статья Г.П. Левчука в бюллетене №1 Венесуэльского Объединения кадетов

«Строгий, педантичный, подтянутый, он являл собой классический тип российского офицера, с которым олицетворяется слово „честь“.— Наставники и благодетели. Педагоги.

„Всесторонним развитием, прекрасным владением речью он умел сухим и скучным лекциям вливать в юношеские души живые струи“.— А.Мальчевский в докладе на съезде кадетов. Журнал «Кадетская перекличка» №42, 1986г.
- 1913 — генерал-майор (ст. 14.04.1913; за отличие).
- 20.09.1914 — откомандирован и 06.12.1914 по личному выбору государя назначен командиром лейб-гвардии Кексгольмского полка с задачей восстановления его боевых качеств после тяжелых потерь в Восточной Пруссии, сдав при этом должность начальника училища инспектору классов полковнику Анисимову Н. В.
- 04.10.1914 — зачислен в списки Виленского военного училища (ВП 04.10.1914 г.).[4]

»… в условиях военного времени подготовка офицеров идёт с той же неуклонной настойчивостью, терпением и высоким искусством, которые прославили Виленское военное училище со времен генерала Адамовича. В наши дни его уже в училище не было: он командовал полком на фронте; но его дух, его заветы, правила и идеи — продолжали жить и живо ощущались во всем училищном быту. Передавались красочные рассказы о нём, читались его приказы, пелся им введенный, если можно так сказать, училищный гимн на слова К. Р.: «Наш полк, наш полк — заветное, чарующее слово!»— Воспоминания Меснява Г.В., относящиеся к 1916 году («Юнкера. Виленцы в Полтаве»).
- С 08.1915 — командир 2-й бригады 3-й гвардейской пехотной дивизии.
- 1915-05.01.1916 — в резерве чинов при штабе Петроградского ВО.
- 05.01.1916 — назначен генералом для поручений при военном министре: инспектировал военные училища и школы прапорщиков, ведал формированием офицеров в военное время.[5]
- В 1916 — за отличия награждён Георгиевским оружием (ВП 27.07.1916).[6]
- 13.10.1917 — уволен по собственному желанию от службы с производством в генерал-лейтенанты. Уехал на Украину на родину отца в Миргород.
- В 1919 году прибыл в Добровольческую армию и был зачислен в резерв чинов при Главнокомандующем ВСЮР.
- 10.03.1920 — назначен директором «сводного кадетского корпуса», в состав которого вошли преподаватели и кадеты Одесского, Киевского и Полоцкого кадетских корпусов, вывезенные в январе 1920 года из Одессы и размещенные в казармах г. Сараево в Королевстве СХС (Королевство Югославия).
- 07.08.1920 — корпус получил наименование «Русский Киево-Одесским кадетский корпус в Королевстве С. Х. С.», его директор — вновь Б. В. Адамович.
- 01.09.1929 — корпус перемещён в Белую Церковь (серб. Бела Црква) и соединен с Крымским кадетским корпусом. Корпус получает новое наименование — «Первый Русский кадетский корпус» при прежнем директоре.
- 05.12.1929 — в день корпусного праздника, он получил шефство и наименование «Первый Русский Великого Князя Константина Константиновича кадетский корпус» с шифровкой на погонах вензеля великого князя. Корпус содержался державной комиссией Королевства СХС и пользовался особым вниманием короля Александра I.[7][8]
- 22.03.1936 — Б. В. Адамович скончался после продолжительной болезни в Сараево.[9] Был похоронен на участке Русского кадетского корпуса на Военном кладбище г.Сараево.

## Некоторые подробности и интересные факты
- Б. В. Адамович принадлежал к роду полтавских дворян, корни которого восходили к Великому княжеству Литовскому:

«… Я глубоко тронут и обрадован приветами Виленцев. Всегда мысленно благословляю их службу сохраненной ими Родине — Литве. Для меня Литва и Россия нераздельны, — я их кровный сын. Мой герб — „Лелива“ — Литовского гербовника, с 1252 г. Желаю носящим знак Виленского Училища вернуть Литве Вильну и Троки. Дружески и сердечно жму Вашу руку, родных Виленцев обнимаю».
— Из письма Б.В. Адамовича виленскому выпускнику полковнику А.А. Успенскому в Каунас. ~1933 год.
Известно и другое свидетельство, основанное либо на общеславянских корнях, либо на желании Б. В. Адамовича чувствовать к месту проживания что-то большее, чем обычную привязанность и благодарность за приют:

«По сведениям, полученным от его брата, известного русского писателя и критика, род Адамовичей вел своё начало от польской шляхты. По словам самого Бориса Викторовича он усомнился в зтом после случайного ознакомления в боснийском городке Яйце, куда он вместе с остававшимися на каникулах кадетами совершил экскурсию и где в одном из зданий, когда-то принадлежавших боснийскому правителю, увидел свой родовой герб, который как было сказано принадлежал князю Адамовичу (с ударением на втором слоге). Таким образом он предполагал, что род его корнями уходит на Балканы».— Из доклада А. Мальчевского на съезде кадетов. Журнал «Кадетская перекличка» №42, 1986г.

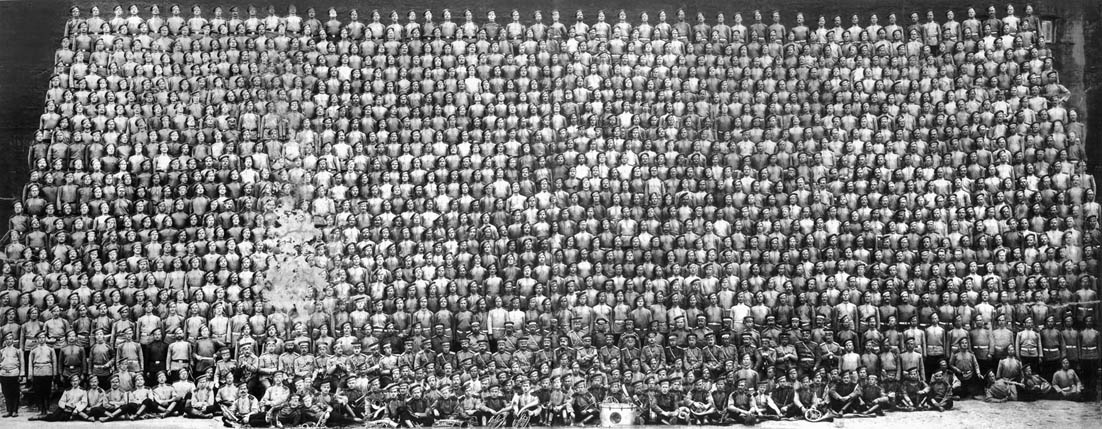
Фотография Лейб-гвардии гренадерского Кексгольмского полка 1903 года.

- На общей фотографии лейб-гвардии гренадерского Кексгольмского полка 1903 года где-то должен быть и Б. В. Адамович.
- Свой литературный дар Б. В. Адамович, вероятно, унаследовал от матери Н. А. Лухмановой, неординарной и несомненно одаренной личности (она являлась автором повестей «Двадцать лет назад». Рассказы институтки, «В глухих местах» и др.; биографический словарь «Русские писатели 1800—1917 гг.» называет её прозаиком, драматургом и переводчиком). Б. В. Адамович писал на военно-исторические и военно-педагогические темы. В армии стали широко известны его «12 заповедей товарищества», написанные для юнкеров Виленского военного училища. Позднее он создал «Шестьдесят семь моих заветов кадетам Первого Русского великого князя Константина Константиновича кадетского корпуса». Его перу принадлежали и стихи, среди которых:

«К высокому знай верный путь,

Иди прямой дорогой к свету.

Как рыцарь безупречен будь

И верен данному обету.

В дни юности и дни седин

Будь Родины своей достоин.

И твердо помни, что один

И тот на ратном поле воин».

Парафразы этого стихотворения стали в своё время девизами Виленского военного училища.
- Б. В. Адамович стоял у истоков второго по времени полкового музея в РИА: музей лейб-гвардии Кексгольмского полка — был учрежден 8 июня 1899 года его трудами.[10] В Югославии этот музей был воссоздан и дополнен экспозициями Виленского военного училища и А. В. Суворова.
- Б. В. Адамович имел 7 родных и сводных братьев и сестер. Из ближайших родственников в эмиграции оказался только он, оставшись к тому же холостым (а его отец был женат дважды, мать — трижды замужем) и его единокровный брат, известнейший поэт и критик, Георгий Адамович. Родная сестра — Мария Викторовна Адамович, сестра милосердия, в замужестве — Массен (за доктором медицины, профессором), умерла в Ленинграде в 1934 году. Наиболее близкий из братьев — Дмитрий Афанасьевич Лухманов был широко известен в СССР как мореплаватель и писатель, являлся Героем Труда.
- Кроме отечественных наград он имел и несколько иностранных. Большим Крестом и Звездой Белого Орла Королевства СХС Б. В. Адамович был награждён в период своей деятельности на посту директора кадетского корпуса в Югославии. Этой наградой он весьма дорожил, в том числе из чувства признательности Сербии, приютившей множество российских эмигрантов и позволившей воссоздать российский кадетский корпус. Других иностранных наград на фотографиях Б. В. Адамовича югославского периода по известным причинам заметить невозможно, так как среди них — прусский орден Короны 3-й ст. с мечами (от 04.01.1908), орден Франца-Иосифа (от 12.07.1897), наградной бриллиантовый перстень с вензельным изображением шефа Кексгольмского полка его величества императора австрийского Франца-Иосифа I (1894).

## Награды
- 1904 — Орден Святого Станислава 3-й степени с мечами и бантом.
- 1904 — Орден Святой Анны 3-й степени с мечами и бантом.
- 1906 — Орден Святого Станислава 2-й степени
- 1906 — Орден Святой Анны 2-й степени с мечами.
- 1910 — Орден Святого Владимира 4-й степени
- 30.04.1915 — Мечи и бант к ордену Св. Владимира 4-й степени.
- 21.05.1915 — Орден Святого Владимира 3-й степени с мечами.
- 27.07.1915 — Орден Святого Станислава 1-й степени
- 1916 — Мечи к ордену Св. Станислава 1-й степени.
- Орден Святой Анны 1-й степени с мечами.
- 27.07.1916 — Георгиевское оружие (ВП 27.07.1916).

## Сочинения
- Кексгольмские рассказы (солдатская библиотека Березовского);
- Опись музея лейб-гвардии Кексгольмского полка;
- Кексгольмская слава (изд. 3-е);
- Сборник военно-исторических материалов лейб-гвардии Кексгольмского полка в 3-х томах;
- Программа одиночной и групповой выправки и обучения отдания чести. Изд. 6-е. Пг.1916;
- Беседы. Пгд. 1917;
- Программа конспектов одиночной и взводной подготовки к рассыпному строю. Изд. 3-е испр. Пг.1917;
- Тристен, 15-28.VII.1916: ко дню 225-летия л.-гв. Кексгольмского полка, 1710-29/VI 1935. Париж. S.N.I.E. 1935;
- множество отдельных статей в военной периодике.